# 河野通定
河野 通定（こうの みちさだ）は、江戸時代前期の旗本。名は通成（みちなり）とも。長崎奉行（在職：1666年 - 1672年）を務めた。その後大目付に任じられたが、短期間で罷免されている。

## 経歴
寛永6年（1629年）2月に徳川家光に拝謁。寛永12年（1635年）12月に書院番士となる。寛永19年（1642年）に兄・通利が早世したため嫡子となり、慶安4年（1651年）12月11日に父・通重の遺跡を継ぎ、弟・通賢に300石を分与して、自身は1200石を領した。寛文3年（1663年）11月25日、使番となる。
寛文6年（1666年）3月19日、長崎奉行に就任し、下野国芳賀郡の内で500石を加増される。その当時長崎は秩序が乱れており、外国貿易の隆興により住人たちが奢侈に走り、外国人や国内の諸国の人々が混在して風俗も乱れていたが、謹厳方正な河野は、そういった悪習を排除し、長崎を改善させることに努めた。自身に対して利徳を受けることを避けるため、外国人からの八朔の礼を停止させたり、町人が自身の屋敷へ出入りすることを禁じたりするなどした。また、役人を登用する際にはその人物の人柄・素行などを詳しく調査してから任命するようにした。訴訟においては部下任せにせず、自分で直接主張を聞くようにした。地道に働く町人はお咎めを軽くし、富裕な町人や役人は些細な落ち度であっても手鎖や閉門などの処分を行い、役人の不正については即座に役職を剥奪した。
寛文7年（1667年）、伊藤小左衛門らによる朝鮮との密貿易が発覚する。この処断に当たった河野は、その時に露見した事件に関与した事が判明した者のみを処罰することとし、それ以外の商人や、中心人物の伊藤の家族については処罰を行わなかった。
寛文12年（1672年）3月17日に病気により職を辞し、旗本寄合席に列する。長崎を去る際には、私腹を肥やしたと疑われないように、屋敷で使っていた道具や手回り品の多くを長崎の諸役人に分け与えた。
延宝8年（1680年）1月11日に槍奉行となり、天和2年（1682年）4月21日に上野国山田郡・邑楽郡の内で500石を加増され、2200石を領する。貞享4年（1687年）8月11日に大目付となるが、12月9日に同職の田中友明と共に免職され、元禄元年（1688年）4月17日に小普請となる。これは、田中の師である熊沢蕃山が『大学或問』を幕閣に提出して蟄居処分となったが、この書を実際に幕閣に届けたのが田中であり、河野もそれに何らかの形で関与したためではないかとされる。同年12月18日に赦免されるが拝謁を憚る。元禄3年（1690年）4月17日に再び赦免を受ける。元禄4年（1691年）11月29日、72歳で死去。